# Lijst van burgemeesters van Dongen
Dit is een lijst van burgemeesters van de Nederlandse gemeente Dongen in de provincie Noord-Brabant.
| Ambtsperiode                 | Naam burgemeester                       | Partij of stroming | Bijzonderheden      |
| ---------------------------- | --------------------------------------- | ------------------ | ------------------- |
| 1817 - 1823                  | Petrus Huylman                          |                    | schout              |
| 1823? - 1832?                | M.C. van Son                            |                    | schout/burgemeester |
| 1832? - 1836                 | Cornelis Antoni Binck                   |                    |                     |
| 1836 - 1875                  | Franciscus van Breugel                  |                    |                     |
| 1875 - 1910                  | Petrus van Gastel                       |                    |                     |
| 3 februari 1910 - 1931       | Johannes Leonardus Switzar              |                    |                     |
| 1931 - 1940                  | Karel Louis Joseph Wouters              |                    |                     |
| 1940 - 1941                  | H.A.F. Lijnkamp                         |                    | waarnemend          |
| 16 januari 1941 - 1 mei 1955 | Dr. Jos (J.C.M.) Sweens                 | RKSP/KVP           |                     |
| 1955 - 1976                  | Mr. A.W. Kooijman                       | KVP                |                     |
| 1977 - 1996                  | Mr. Jan (Joannes Josephus Maria) Dosker | KVP/CDA            |                     |
| 1 januari 1997 - 2005        | Hans (J.) van Brummen                   | PvdA               |                     |
| 2005 - 2006                  | Mr. Chris (C.G.J.) Rutten               | VVD                | waarnemend          |
| 29 april 2006 - 2013         | Simone (S.P.H.M.) Dirven-van Aalst      | CDA                |                     |
| 2013 - 2015                  | Drs. René (M.F.A.) van Diessen          | VVD                | waarnemend          |
| 2015 - 2023                  | Drs. Marina (M.C.) Starmans-Gelijns     | VVD                |                     |
| 2023 - 2024                  | Marnix (M.C.) Bakermans                 | partijloos         | waarnemend          |
| 2024 - heden                 | Ir. Hans (J.C.) Slagboom                | PvdA               |                     |